# Henri Chermezon
Henri Chermezon (1885-1939 ) fue un botánico y explorador francés , especializado en flora tropical.
Fue un estrecho colaborador de la publicación Flore de Madagascar et des Comores, donde escribieron diversos colegas, como Joseph M.H.A. Perrier de la Bâthie (1873-1958), y Jean-H. Humbert (1887-1967).

## Algunas publicaciones
- 1910. Recherches anatomiques sur les plantes littorales

- 1922. Sur quelques Cypéracées nouvelles de Madagascar. 7 p.

- 1924. Cypéracées récoltées à la Guyane par M. Lemée. 1.054 p.

- 1925. Diagnoses de Cypéracées nouvelles de Madagascar. 22 p.

- 1926. Sur la structure de la feuille chez le Fimbristylis miliacea. 269 p.

- 1931. Révision des Cypéracées de Madagascar, 2e partie

- 1931a. Synopsis des Cypéracées de Madagascar

- 1931b. Colonie de Madagascar et dépendances. Cyperaceae

- Jahandiez, E; Chermezon, H. 1939. Le Monde des Plantes. en: Le Monde des Plantes, Intermédiaire international des botanistes - Série V, N°235 (Saisie : Centre Régional de Phytosociologie, Conservatoire Botanique National de Bailleul)

### Libros
- Les Cypéracées du Haut-Oubangui. 1930, 1931. Caen, France : Ed. René Viguier. 56 pp.

- La abreviatura «Cherm.» se emplea para indicar a Henri Chermezon como autoridad en la descripción y clasificación científica de los vegetales.[1]

## Fuente
- Philippe Jaussaud & Édouard R. Brygoo. 2004. Du Jardin au Muséum en 516 biographies, Museo Nacional de Historia Natural de Francia, París, 2004, 630 p.